# Steven Rosenberg
Steven Aaron Rosenberg (Nova Iorque, 2 de agosto de 1940) é um cirurgião e pesquisador do câncer do National Cancer Institute.

## Condecorações
- 1988 Prêmio Léopold Griffuel
- 2010 Prêmio Memorial Karl Landsteiner[1]
- 2011 Prêmio William B. Coley[2]
- 2012 Prêmio William B. Coley[3]
- 2014 Prêmio Massry
- 2018 Prêmio Centro Médico Albany
- 2019 Prêmio Szent-Györgyi por Progresso em Pesquisa do Câncer

## Literatura
- Brian Shmaefsky (2006). «Kapitel Steven A. Rosenberg». Biotechnology 101. [S.l.]: Greenwood Publishing Group. p. 192. ISBN 978-0-313-33528-0
- Lisa Yount: Rosenberg, Steven A. in: A to Z of Biologists, Notable Scientists. New York: Facts On File, Inc., 2003. American History Online. Facts On File, Inc. (online)